# Nino, las cosas simples de la vida
Nino, las cosas simples de la vida es una telenovela argentina-peruana producida y emitida por Panamericana Televisión y Canal 13 Proartel entre 1971 y 1972, Fue grabada en su totalidad en Argentina, y se convirtió en un gran éxito de audiencia en América Latina.
Está basada en la telenovela brasileña Nino, o Italianinho, escrita por Geraldo Vietri y Walther Negrão, y adaptada por José Herrero y María A. Herrero.
Estuvo protagonizada por Enzo Viena, y Gloria María Ureta.

## Argumento
Siendo muy pequeño, Nino (Enzo Viena) llega de Italia a vivir junto a su tío en un barrio humilde. Ya de joven trabaja en una carnicería, y se enamora de su vecina, Natalia (María Aurelia Bisutti). Sin embargo, ella tiene grandes aspiraciones y su sueño es conquistar al jefe de la joyería donde trabaja.
Nino cuenta sus penas de amor a su mejor amiga, Bianca (Gloria María Ureta), una hermosa joven lisiada, y ambos terminan enamorándose. Natalia consigue finalmente su objetivo y se casa con su patrón, pero pasa el tiempo y descubre que su único gran amor es Nino. Arrepentida, vuelve a buscarlo, pero ya es demasiado tarde, pues Nino está enamorado de Bianca y es correspondido. Bianca, que es una joven de buenos sentimientos, se sacrifica y da otra oportunidad a Natalia para que vuelva con Nino, pero él ahora ama a Bianca, su verdadero amor. Finalmente Nino y Bianca se casan.

## Reparto
- Enzo Viena como Nino
- Gloria María Ureta como Bianca
- María Aurelia Bisutti como Natalia
- Osvaldo Cattone como Renato
- Roberto Escalada como Angelo
- Elvira Travesí como Santa
- Noemí del Castillo como Leonor
- Arturo Puig como Víctor
- Stella Maris Closas como Claudia
- Pepita Muñoz como Nena
- Carlos Muñoz como Pedro
- Fernando Gassols como Vicente
- Agustín Álvarez como Humberto
- Gino Renni como Franco, el hermano de Nino
- Elda Dessel como Aurora
- María Rosa Gallo  como Doña Julia
- Alberto Fernández de Rosa como Rubén
- Liria Marín como Elsa
- Delfy de Ortega como Doña Virginia
- José Luis Maza como Chiquito
- Maurice Jouvet como Don Max
- Graciela Martinelli como Laura
- Eloisa Cañizares como Adelaida
- Roberto Bonet como Carlitos
- Emilio Comte como Julito
- Hugo Ares como Germán
- Tencha Bauza como Antonia
- Celia Cadaval como Cristina
- Alita Román como Luisa
- EQUIPO TÉCNICO:
- Autores: Geraldo Vietri y Walther Negrao
- adaptación y traducción: José y María Herrero.
- Escenografía: Enrique Zanini - Alberto Terry
- Iluminación: Juan Carlos Berraud - Juan Bottechia
- Producción: Alberto Terry - Martín Clutet,- Martha Reguera
- Producción y dirección: Martín Clutet
- Producido Por Panamericana televisión (en sus estudios de Martínez) y Canal 13.
- Productor general por Panamericana: José Enrique Crousilliat